# Йомен
Йомени, йоменри (англ. Yeomen, Yeomanry) — в феодальній Англії, особисто вільні дрібні землевласники, які самостійно обробляють землю (на відміну від джентрі).

## Варіантиетимології, походження

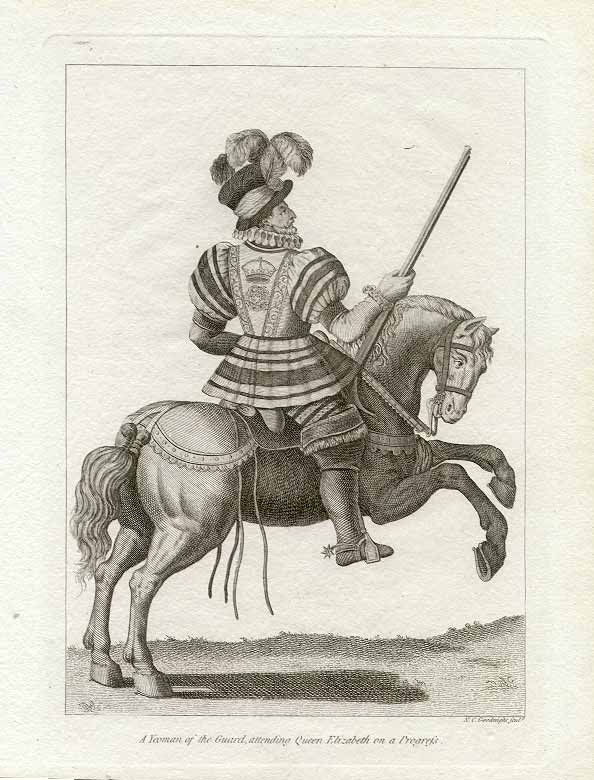
Йомен — охоронець королеви Єлизавети, з традиційного загону особистих захисників британських монархів

Термін «Йомен» відрізняється відомою невизначеністю. Вважається, що в усній формі слово має походження з раннього Середньовіччя, а в текстах знаходять згадки починаючи з дванадцятого століття. Перші згадки про «Йомен» знаходять в англо-німецько-скандинавському епосі Беовульф, створення якого датується VII-VIII століттям.
Для пояснення походження йео було запропоновано дві можливі етимології.
За версією Оксфордського словника англійської мови (OED), слово «Йомен» — це трансформований «young men» («янгмен»). У ранньофеодальної стратифікації — це особисто вільна людина, але, тим не менш (і для світосприйняття соціуму Середньовіччя це цілком несуперечливо), народжений (або просто потрапив) в прошарок servant-ів — особистих слуг лицаря, феодала.
Servants,sergeants(серванти, сержанти — озброєні слуги) за статусом перебували десь між esquire (есквайром) — буквально, озброєний слуга «що носить щит», «щитоносець», і page (пажом) — спочатку, просто «грубий, сільський», пізніше — «розсильний», «хлопчик на побігеньках».
За другою версією від «Етимологічного словника Чемберса» (CDE) етимологія є реконструктом можливого староанглійського слова, *ġēamann, від якого, можливо, походить yeoman (йомен). Реконструйоване слово є складним словом, утвореним з кореня ġē, ġēa (район, область) + mann (людина). Для подальшого зміцнення їхньої етимології CDE порівнює їх реконструйоване слово зі старофризьким gāman (селянин) і сучасною західнофризькою gea, goa, нідерландською  gouw, німецька Gau (район, область).
Порівнюючи простішу та більш повну етимологію OED з етимологією CDE, сучасні лінгвісти висловили незадоволення версією CDE.

## Роль і значення «йоменів» на історичній арені

### Раннє Середньовіччя
Починаючи з періоду нормандського завоювання Англії в XI столітті, і навіть раніше, соціальний статус індивідуума дуже жорстко прив'язується до кількості і ступеня володіння землею. І саме поняття «йомена» починаючи з темних віків позначає людину, яка володіє своїм наділом по праву фригольда, копігольда чи оренди.
Безумовно, ядро йоменів становили вільні селяни-фрігольдери (англ. free-holders — «вільні тримачі») середньовічного манора (див. фригольд). Однак далеко не всі Йомени володіли землею, що не заважало їм належати до свого класу. Вони були «сервантами» в замках феодалів, але не рівня простій прислузі, а скоріше рівня «мажордомам», «інтендантам». Хоча в цілому клас йоменів, згідно з раннім англо-саксонським законодавством, визначається як «аристократичне» селянство.
Прощарок йоменів, залишаючись дуже розмитим, згідно з книгою судного дня — першим серйозним документальним джерелом, складався у своєрідний середній клас ранньофеодальної Англії. Верхні шари йоменства піднімалися до рівня дрібного дворянства, нижчі шари залишалися просто селянами. При цьому, хоч і в різній формі, всі Йомени перебували в маноріальній (помісної) службі при королі або великому феодалі. 
Але, і це принципово важливо, весь клас йоменів був класом особисто вільних людей.

За часів хрестових походів, Йоменами почали називати молодих озброєних слуг, підручних, які нерідко самі ставали вершниками в оточенні лицаря що більш точно відображало їх статус і відрізняло їх, наприклад, від тих же пажів.

Підсумовуючи, можна сказати, що до кінця періоду раннього Середньовіччя, «йоментрі» оформилися у стан, трьома невід'ємними атрибутами якого стали:особиста свобода — незакріпаченість — у протилежність коттаріям, вілланам, Керлам),озброєність,земельну ділянку, як правило, в приватному володінні.

### Середні віки і Новий час
Йомени як піших лучників (див. статтю Англійський довгий лук) залучали до служби в королівській армії. Особливо вони добре зарекомендували себе під час Столітньої війни.

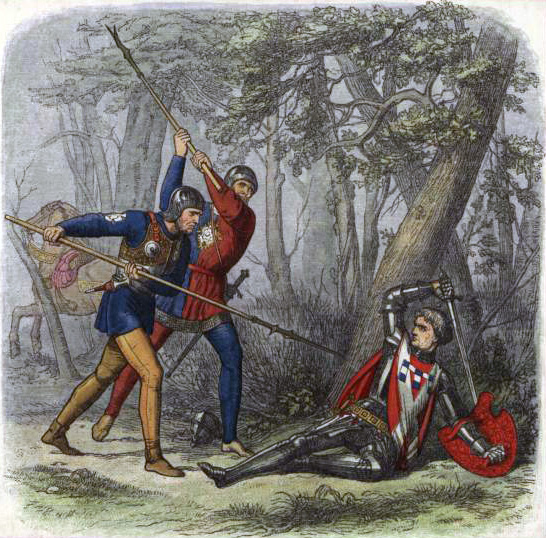
Йомени часів війни червоної і білої троянди атакують ворожого лицаря

За часів Генріха VII, в 1485 у, з них було сформовано гвардійський корпус. Тоді йшла війна червоної та білої троянди. Загін йоменів, через десятиліття перетворився в корпус, відчайдушно бився в битві «При Босворті» і заслужив честь стати «Загоном особистих королівських охоронців»The Queen's Body Guard of the Yeomen of the Guard. Йомени цього корпусу дійшли до наших часів у вигляді легендарных «м'ясоїдів» (beefeaters) — придвірних і наглядачів Тауерської Вежі.

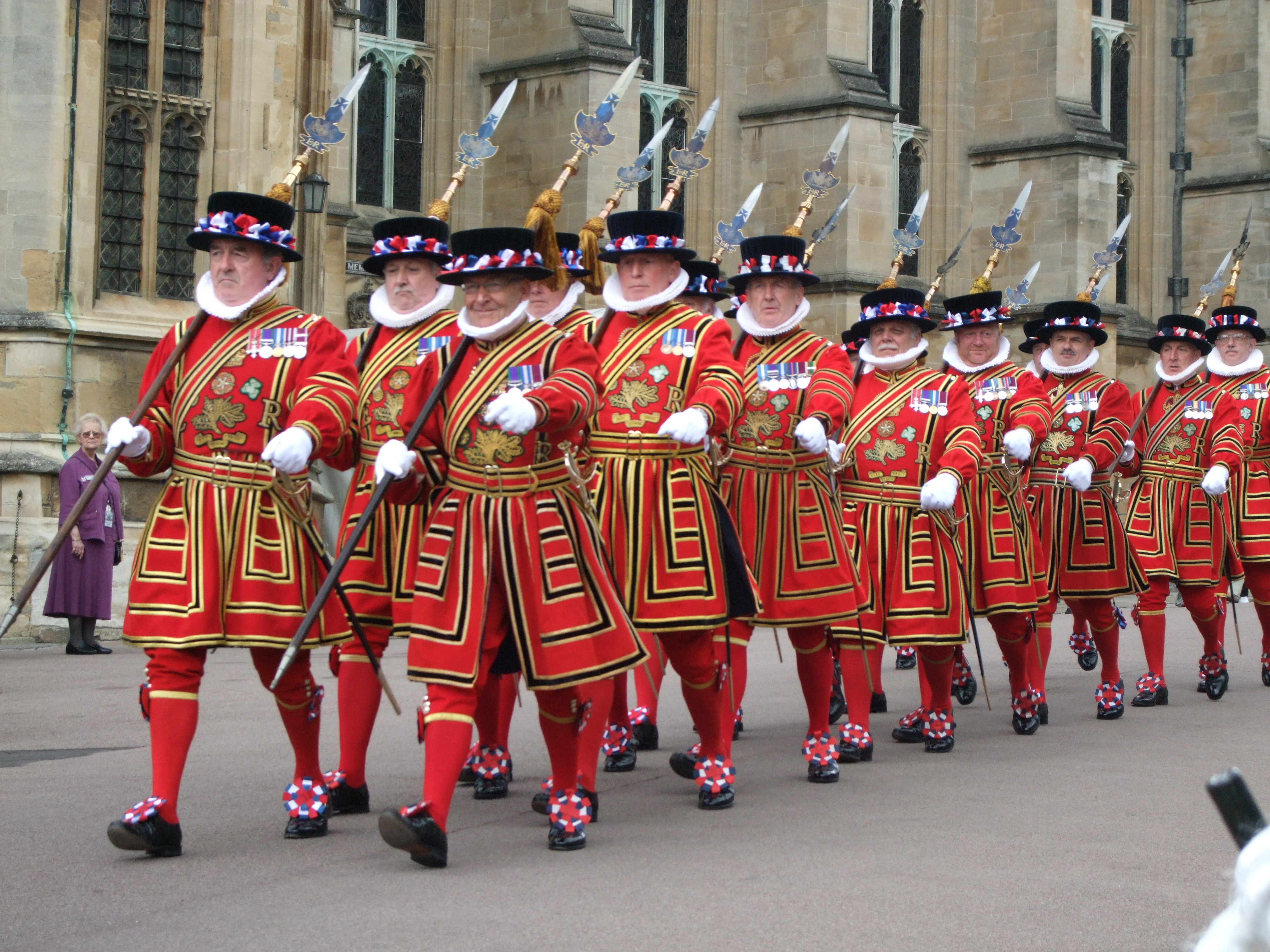
Йомени — вартові Тауера, незмінний атрибут туристичного Лондона

До XV століття у термін «Йомени» поширився на всіх селян, які ведуть самостійне господарство, незалежно від юридичного статусу їх власника. В умовах подальшого розвитку товарно-грошових відносин прошарок йоменрі став розмиватися, поляризуватись на заможну верхівку і сільську бідноту. Проте аж до середини XVII століття Йомени становили основну масу англійського селянства.
З йоменів вийшли Вільям Шекспір і Ісаак Ньютон.
За часів англійської Громадянської війни Йомени стали соціальною базою парламентської армії..
Сторіччя, що послідувало за революцією, і подальший розвиток капіталістичних відносин, призвели до майже повного зникнення йоменів з історичної арени. Проте сам термін зберігся в назві іррегулярних військових частин добровольців (наприклад, Імперські Йоменрі [Архівовано 21 серпня 2010 у Wayback Machine.])